# 9-я Подлясская пехотная дивизия АК
9-я Подлясская пехотная дивизия АК (пол. 9 Podlaska Dywizja Piechoty AK) — польское партизанское стрелковое соединение Армии Крайовой, которое действовало с сентября 1942 на оккупированной нацистской Германией территории Варшавы.

## История
Дивизия была сформирована в сентябре 1942 года, согласно с боевым порядком Войска Польского от 1 сентября 1939 года, согласно которому произошло восстановление боевых частей. 
В результате чего, дивизия преобразилась. С начала 1944 начала участвовать в акции «Буря».
Командиром дивизии был генерал Людвик Биттнер (пол. Ludwik Bittner) под псевдонимом «Халка» (пол. Halka).

## Структура дивизии
Согласно боевому порядку, в состав дивизии входили следующие соединения:
- 22-й пехотный полк АК
- 34-й пехотный полк АК
- 35-й пехотный полк АК